# Партия Колорадо (Парагвай)
Национально-республиканская ассоциация — Партия Колорадо (исп. Asociación Nacional Republicana – Partido Colorado) — парагвайская правая политическая партия, крупнейшая и старейшая в стране политическая организация. Создана 11 сентября 1887 года представителями республиканско-националистических кругов. Находилась у власти с момента основания в 1887—1904 годах, 1948—2008 годах и с 2013 года. С 1948 года по 1962 год правила в условиях однопартийной системы. В период 1954—1989 годов являлась опорой стронистской диктатуры. После восстановления демократии выражает интересы праволиберальных и консервативных сил парагвайского общества.

## Клубная предыстория
В 1870 году закончилась Парагвайская война. Парагвай потерпел тяжелейшее поражение. Было истреблено более половины населения, потеряна значительная часть территории, на несколько лет страна попала под оккупацию и фактически оказалась в вассальной зависимости от Бразилии. Была практически уничтожена парагвайская экономика и разрушена прежняя политическая система.
В то же время победившие государства Тройственного альянса — Бразилия, Аргентина, Уругвай — ещё во время войны официально признали право парагвайского народа самостоятельно определить свои будущие институты и образ правления. Одним из результатов войны стало падение диктатуры, существовавшей при правлении Гаспара Франсиа, Карлоса и Франсиско Лопесов. Стали формироваться независимые от государственной власти политические структуры.
Первой формой послевоенной самоорганизации стали политические клубы. С 1869, ещё до окончания войны, в Асунсьоне был создан Club Unión Republicana — Объединённый республиканский клуб, в 1870 преобразованный в Gran Club del Pueblo — Великий народный клуб. Основали его Кандидо Барейро и Хуан Баутиста Хиль, будущие президенты Парагвая. Эта организация объединила парагвайских националистов, участников войны, известных в своё время как активные соратники Франсиско Лопеса. Они стремились возродить национальный суверенитет Парагвая, и в этом смысле акцентировали приверженность традициям Франсиа и Лопесов. Однако о реставрации диктатуры и изоляционизма речи уже не шло. Суверенный Парагвай предполагалось строить на иных, республиканских и демократических основах.
Представители этих кругов с середины 1870-х стояли во главе парагвайского государства. В 1880—1886 президентом Парагвая был генерал Бернардино Кабальеро — герой войны, признанный лидер республиканских националистов. При его правлении были частично восстановлены парагвайская промышленность, транспорт, система народного образования, международные позиции страны.

## 1887. Создание партии

### Основание и принципы
25 августа 1887 в асунсьонском доме генерала Кабальеро собралась группа из 95 ветеранов войны и активистов клубного движения. Большинство из них во время войны служили в парагвайской армии Лопеса, но несколько человек состояли в Парагвайском легионе — вооружённом формировании оппозиционеров, воевавших на стороне Тройственного альянса. Политическое собрание продолжалось несколько дней. 11 сентября 1887 были опубликованы Протокол и Манифест собрания.
В Протоколе 11 сентября объявлялось о создании Национально-республиканской ассоциации (Asociación Nacional Republicana, ANR) — «партии граждан патриотического мышления». Был представлен Совет управляющих ANR из 20 человек. Первым президентом ANR стал Бернардино Кабальеро, вице-президентами — Хосе Сегундо Декоуд (бывший министр иностранных дел, сторонник радикально-демократических реформ, во время войны воевал против Лопеса в Парагвайском легионе) и Ихинио Уриарте (ранее президент Парагвая, проводивший жёстко репрессивную политику).
В Манифесте Национально-республиканской ассоциации (основным его составителем был Сегундо Декоуд) провозглашались принципы национального суверенитета, республиканской демократии, конституционно-правового порядка, гражданско-политических свобод, общественного согласия и солидарности, созидательного труда во имя прогресса и процветания Парагвая. В текст был внесён характерный тезис: для всякого общества предпочтительно мирное эволюционное развитие — за исключением редких случаев, когда революция может быть оправдана.
Доктрина Национально-республиканской ассоциации основывается на шести принципах:
- Гуманизм — философия человека как высшей ценности и приоритета человеческого достоинства
- Национализм — патриотическая защита и развитие традиций и культурных ценностей парагвайского народа
- Демократия — гражданские права, политические свободы, равноправие и народовластие
- Традиция — комплекс духовных ценностей, выработанных нацией в прошлом, продолжаемых следующими поколениями в настоящем и будущем
- Прогресс — развитие человека и нации, совершенствующее цивилизацию, оптимистичное видение будущего
- Идеализм — морально-этическая мобилизация творческих сил созидания

Эмблемой ANR был избран красный стяг с белой пятиконечной звездой в левом верхнем углу. Красная символика ассоциировалась с европейскими освободительными движениями, особенно гарибальдийцами-«краснорубашечниками». В этом выразились специфические особенности парагвайских правых сил. Членов Ассоциации стали называть «красными». Это обусловило второе название ANR — Партия Колорадо (Partido Colorado, PC), с 1930-х официально употребляемое наравне с первым.

### Позиции в противостоянии
Парагвайские национал-республиканцы позиционировались как консерваторы. Им противостояли либералы, учредившие двумя месяцами ранее свой Демократический центр. Вскоре он был преобразован в Либеральную партию во главе с Антонио Табоадой и Сесилио Баэсом. В качестве символики парагвайские либералы приняли синий цвет. Борьба между «красными» и «синими» принимала жёсткие формы, доходившие до кровопролития. Но программы обеих партий не сильно различались. Республика, Конституция, патриотизм являлись доктринальными основами и у консерваторов, и у либералов. Интересно, что в юности Табоада дружил с Кабельеро.
Либералы критичнее относились к режиму Франсиско Лопеса, тогда как для ANR был характерен культ Парагвайского государства предшествовавшего периода. Однако именно среди основателей ANR официально присутствовали бывшие бойцы Парагвайского легиона — тогда как Табоада категорически исключал такую возможность для своей партии. Либералы больше акцентировали принципы свободного предпринимательства — но при этом резко нападали на национал-республиканцев, когда те проводили рыночную политику: например, называли «распродажей родины» приватизацию земли, находившейся в госсобственности при Франсиа и Лопесах. Либералы выступали за укрепление экономических связей с Британией, к чему консерваторы относились с настороженностью. Однако партия Табоады жёстко осуждала национал-республиканские правительства за получение британских кредитов.
Межпартийная конфронтация определялась не столько идеологическими конфликтами, сколько клановыми противоречиями, личными счётами и культурно-ментальной несовместимостью. Национал-республиканцы склонны были к корпоративной спайке и жёсткой дисциплине армейского типа. Соответственно, массовую базу они находили среди военных, госслужащих, в традиционалистски настроенном крестьянстве и иерархически устроенных теневых сообществах. Либералы опирались на интеллигенцию, предпринимателей и европейски ориентированных землевладельцев.

## 1887—1904. Первое правление
В течение четверти века — с 11 сентября 1887 до своей кончины 26 февраля 1912 — президентом партии Колорадо оставался Бернардино Кабальеро. Он занимал также пост главнокомандующего парагвайской армией, несколько лет являлся военным министром.
За это время в Парагвае сменились тринадцать президентов. Семь из них — в 1887—1904 — принадлежали к партии Колорадо. Национал-республиканские правительства старались развивать парагвайскую промышленность и транспортно-коммуникационную сеть методами государственного дирижизма, развивать систему образования, стабилизировать финансы, стимулировать предпринимательство, укрепить силовые структуры, наладить отношения со странами Латинской Америки, привлекать в Парагвай иммигрантов из Европы. На этих направлениях были достигнуты определённые успехи. Однако в целом Парагвай (наряду с Боливией) оставался одной из самых бедных стран Южной Америки.
Постоянными проблемами являлись территориальный спор с Боливией из-за региона Чако и внутриполитическая нестабильность, порождавшая регулярные мятежи и государственные перевороты.
В июне 1894 был отстранён от власти президент Хуан Гуальберто Гонсалес, пользовавшийся доверием Кабальеро. В ноябре того же года при поддержке Кабальеро Хуан Баутиста Эгускиса. В 1902 Бернардино Кабальеро, Патрисио Эскобар и Хуан Антонио Эскурра совершили переворот и отстранили президента Эмилио Асеваля. Все эти конфликты происходили внутри ANR, между партийными и военными группировками.
Наибольшие успехи в социально-экономической политики были достигнуты при правлении президента Хуана Антонио Эскурры в 1902—1904. Однако в конце 1904 года Эскурра был свергнут в результате мятежа, поддержанного Конгрессом. Правление Национально-республиканской ассоциации прервалось, к власти пришла Либеральная партия (временное президентство Пабло Пеньи явилось кратковременным эпизодом).

## 1904—1947. Оппозиционная политика
До конца 1940-х партия ANR-Колорадо находилась в оппозиции. Такие лидеры, как Пабло Пенья, Антонин Ирала, Хуан О’Лири, Эдуардо Лопес Морейра, Арсенио Лопес Декоуд, Хуан Леон Мальоркин — известные дипломаты и журналисты — продолжали курс Бернардино Кабальеро. Важным направлением стала историческая политика: ANR активно реабилитировала образ и деяния Франсиско Солано Лопеса. Главным противником национал-республиканцев являлся Бениньо Феррейра. В вооружённых конфликтах 1911 и 1922—1923 ANR поддерживала сторонников Мануэля Гондры.
Даже в оппозиции Национально-республиканская ассоциация оставалось влиятельной в обществе и государстве. Повсеместно были созданы крупные партийные организации, зачастую контролирующие положение в крупных регионах, особенно на селе. Важным элементом социальной базы и политическим орудием ANR стала партийная милиция — крестьянское ополчение Py Nandi. Партия располагала крупными фракциями в Конгрессе, многочисленными членами и сторонниками в госаппарате, генералитете и офицерстве, её представители временами входили в состав правительства. Идеологически Колорадо постепенно эволюционировала вправо, воспринимая идеи итальянского фашизма, испанского фалангизма и франкизма, а до некоторой степени даже германского национал-социализма. Сын основателя партии Бернардино Кабальеро-младший в своих теоретических работах пропагандировал принципы корпоративизма как общественного устройства. При этом ультраправые идеологические установки не включались в официальную доктрину ANR. Партийные декларации по-прежнему основывались на Манифесте 11 сентября 1877 года.
В годы Чакской войны национал-республиканцы призывали к национальному единению и заявляли о временном перемирии с либералами. В 1936 активисты Колорадо участвовали в Февральской революции — «совместном марксистско-фашистском путче против либерального правительства». Временный президент Рафаэль Франко принял на вооружение историко-политические установки Колорадо, объявив отца и сына Лопесов национальными героями Парагвая. Национал-республиканцы в целом поддержали министра внутренних дел Гомеса Фрейре Эстевеса (не члена ANR) в его попытке установить в стране корпоративно-фашистский строй. Однако инициированный Фрейре Эстевесом соответствующий указ президента Франко — Декрет N 152 от 10 марта 1936 — пришлось отменить под давлением левых и либералов.
К концу 1930-х в лидеры Колорадо выдвинулся поэт, журналист и историк Хуан Наталисио Гонсалес. Яркий и энергичный политик стоял на позициях самого крайнего национализма (вплоть до восхищения жестокими ритуалами древних гуарани) и проявлял большой интерес к европейским фашистским движениям. Он включил корпоративистские тезисы в свою программу, укрепил партийную милицию, в дополнение к Py Nandi организовал Grupos de Acción Colorada (Группы действий Колорадо) и Guión Rojo (Красный стяг)

## 1948—1954. Возвращение к власти
В 1940-х национал-республиканцы поддержали крайне правый режим Ихинио Мориниго. Военизированные организации Колорадо Guión Rojo и Py Nandi во многом обеспечили победу правительственных сил в гражданской войне 1947. Президент Мориниго запретил все политические партии, кроме Колорадо, ввёл в правительство представителей ANR на ключевые посты. В стране фактически установилась однопартийная система.
С 1948 Колорадо вернулась к власти. Ихинио Мориниго был принуждён к отставке, попытку военного переворота с его стороны подавили Guión Rojo. До 1954 президентский пост последовательно занимали Хуан Мануэль Фрутос, Хуан Наталисио Гонсалес, Раймундо Ролон, Фелипе Молас Лопес, Федерико Чавес, Томас Ромеро Перейра. Политико-идеологические установки ANR ужесточались в правонационалистическом направлении. Фактически эти правления — по большей части кратковременные; только Федерико Чавес оставался главой государства в течение пяти лет — являлись преддверием военной диктатуры.

## 1954—1989. ДиктатураАльфредо Стресснера
5 мая 1954 в результате очередного военного переворота к власти в Парагвае пришёл генерал Альфредо Стресснер. 15 августа 1954, после формального проведения безальтернативных выборов, Стресснер вступил на пост президента. Установился диктаторский режим стронизма почти на 35 лет.
ANR-Колорадо занимала в стронистской системе одну из ключевых позиций — наряду с силовыми структурами и теневыми сообществами. В правящую партию зачислялась большая часть населения Парагвая; в некоторых местностях — практически все взрослые жители. В обязательном порядке состояли в Колорадо все функционеры государственной власти — чиновники всех уровней, генералы и офицеры, чины полиции и спецслужб. Только члены партии могли рассчитывать на стабильное трудоустройство, выгодную службу, льготные условия бизнеса, получение кредита в банке.
Реальным лидером Колорадо являлся президент Стресснер. Формальное председательство осуществлял профессор-юрист Хуан Рамон Чавес. К партийной верхушке принадлежал ближний круг диктатора — Cuatrinomio de oro («Золотой квадрат»): министр внутренних дел Сабино Монтанаро (глава карательного аппарата), министр юстиции Эухенио Хаке (куратор административной и судебной системы), министр здравоохранения Адан Годой (руководитель социальной политики), личный секретарь президента Марио Абдо Бенитес-старший (доверенный консильери Стресснера). Видное положение в партии занимали представители высшего армейского командования (Андрес Родригес, Алехандро Фретес Давалос, Патрисио Колман), полицейского начальства (Франсиско Бритес, Рамон Дуарте Вэра), руководства спецслужб (Пастор Коронель, Антонио Кампос Алум).
Колорадо играла важную роль в проведении стресснеровской политики. Партийные деятели контролировали политическое положение на своих участках, выступали проводниками государственной политики, реализовывали проекты и программы социально-экономического развития. Структуры Колорадо создавали единые управленческие площадки для чиновников, силовиков и криминальных авторитетов. Эдгар Инсфран, глава МВД первого стронистского десятилетия, руководил подавлением оппозиционных повстанческих движений в критический период становления режима. При этом характерна важная роль, сыгранная в разгроме повстанцев партийным ополчением Py Nandi. Хуан Мануэль Фрутос-младший (сын экс-президента) был директором правительственного сельскохозяйственного агентства, организатором аграрной реформы и главным идеологом стронизма.
В идеологии Колорадо на первый план вышли элементы правого радикализма и самого крайнего антикоммунизма. Диктатура Стресснера рассматривалась как бастион против марксистской агрессии и либерального разложения. Стронизм подавался как продолжение парагвайской патриотической традиции, идущей от Франсиа и Лопесов (лично Стресснер ставился в один ряд с этими историческими деятелями). Демократия как принцип формально не отрицалась и даже провозглашалась. Но реально стронистский режим был жёстко авторитарным и репрессивным.
Всячески пропагандировались реальные экономические успехи и социальные достижения режима. При этом делались социально-популистские акценты, пропаганда равенства и справедливости. На чрезвычайном съезде 1967 была принята Декларация принципов, один из пунктов которой утверждал «подчинение частной собственности общественным интересам». Интересно, что именно при Стресснере в 1956 в Парагвае было установлено полное гражданское равноправие женщин.
Значение Колорадо отразилось в усилении и расширении партийных милиций. Во главе Py Nandi фактически стоял Хуан Мануэль Фрутос. Директор спецслужбы DIPC Пастор Коронель возглавлял формирования своих земляков Macheteros de Santani. Группировку Garroteros создал партийный функционер Рамон Акино из криминальной молодёжи асунсьонского трущобного района Чакарита. Grupos de Acción Anticomunista (Группы антикоммунистического действия) организовал Эухенио Хаке.
В то же время именно в правящей партии регулярно возникала наиболее сильная и активная оппозиция Стресснеру и стронизму. Серьёзными конкурентами Стресснера выступали поначалу экс-президенты Хуан Наталисио Гонсалес и Фелипе Молас Лопес. Уже через год после прихода к власти диктатора пытались свергнуть председатель парагвайского Центробанка Эпифанио Мендес Флейтас и его сторонники-«эпифанисты». Во избежание этой опасности Стресснеру пришлось предпринять жёсткую партийную чистку. Мендес Флейтас эмигрировал из Парагвая. Но в 1959 «эпифанисты» создали оппозиционное Народное движение «Колорадо» (МОПОКО). Члены МОПОКО подвергались жестоким репрессиям наравне с парагвайскими коммунистами. Лидер МОПОКО Агустин Гоибуру был похищен в Аргентине и убит.
С 1962 в Парагвае была восстановлена многопартийная система. Право легальной деятельности формально получили все партии, кроме коммунистов и МОПОКО. Регулярно проводились президентские и парламентские выборы, причём на альтернативной основе. Но главой государства с большим преимуществом каждый раз избирался Стресснер, а в Конгрессе две трети мест оставалось за Колорадо.
К концу 1980-х в Колорадо возникло значительное оппозиционное течение. Многих членов партии не устраивало диктаторское правление Стресснера и «Золотого квадрата», произвол силовиков, жёсткая цензура, преследования католической церкви, беззастенчивая коррупция, разгул оргпреступности, изоляция диктаторского режима на международной арене. Они требовали отставки престарелого Стресснера и либерально-демократических реформ. Внутрипартийные оппозиционеры назвались Tradicionalistas («традиционалисты») — подчёркивая своё намерение вернуться к изначальным принципам Колорадо. Лидерами «традиционалистов» стали бывший председатель Верховного суда Луис Мария Арганья и бывший министр внутренних дел Эдгар Инсфран, ультраправые взгляды которого сильно эволюционировали в демократическом направлении. В ответ консолидировались твёрдые стронисты, названные Militancias («воинствующие») во главе с министром внутренних дел Сабино Монтанаро и председателем 14-й секции Колорадо Рамоном Акино. Они добивались максимального ужесточения режима на ультраправых основах, пожизненного правления Альфредо Стресснера и передачи власти по наследству сыну диктатора Густаво Стресснеру.
1 августа 1987 состоялся очередной съезд Колорадо, на котором победу одержали «воинствующие». Партия приняла их установки в качестве своей политической доктрины: «После Стресснера — Стресснер!» Диссиденты-«традиционалисты» подверглись жёстким гонениям, вплоть до физических избиений. Собрания сторонников реформ разгоняли Garroteros Рамона Акино.
Однако Луис Мария Арганья высказался в том смысле, что возможно повторение 1947 года — когда партия Колорадо вынудила диктатора Мориниго принять свои требования. «Традиционалисты» рассчитывали на поддержку влиятельных военных, и этот расчёт оправдался.

## 1989 и далее. После стронизма

### В демократическом транзите
В ночь на 3 февраля 1989 в Парагвае произошёл военный переворот. Альфредо Стресснер был отстранён от власти и выслан из страны. Сабино Монтанаро, Пастор Коронель, ещё ряд организаторов репрессий привлечены к судебной ответственности. Новое правительство возглавил генерал Андрес Родригес. Он объявил курс на восстановление демократии и гражданских свобод при защите национальных традиций. Особо было отмечено, что партия Колорадо не претендует на политические привилегии — при том, что и сам Родригес, и практически все его сподвижники были видными деятелями правящей партии.
В новых условиях президентом Колорадо стал Луис Мария Арганья. Под его руководством партия поддержала политику Родригеса и участвовала в демократическом транзите Парагвая. На съезде Колорадо в 1990 лишь шесть делегатов — бывший секретарь президента Марио Абдо Бенитес-старший, бывший министр здравоохранения Адан Годой, бывший министр промышленности и торговли Дельфин Угарте Сентурион, бывший министр образования Карлос Ортис Рамирес, бывший директор почтовой службы Модесто Эскивель и действовавший на тот момент руководитель чакаритской партсекции Рамон Акино — выступили против легитимации полномочий Родригеса. Все они лишились своих постов и были отодвинуты от принятия партийных решений.
За период президентства Андреса Родригеса в Парагвае в целом утвердилась демократическая система. Конституция 1992 гарантировала гражданско-политические свободы, выборность и сменяемость власти. Партия Колорадо сделалась крупнейшей структурой правоконсервативных сил. Правоцентристская доктрина Колорадо первых десятилетий XXI века предполагает экономический либерализм, социально-культурный консерватизм, жёсткое подавление криминала (последнее является крайне актуальной проблемой латиноамериканских стран, но этот тезис входит в противоречие с известными социальными связями партии). Колорадо безоговорочно признаёт принципы и нормы современной демократии, однако сохраняет в силе не только тезисы Манифеста 1887 года, но и Декларацию принципов 1967 года, принятую при Стресснере. Показательно, что высокими партийными авторитетами оставались такие деятели, как Эдгар Инсфран, Хуан Мануэль Фрутос, Рамон Акино. До своей кончины в 2013 Фрутос официально консультировал президента Колорадо Лилиан Симаньего.

### Внутреннее противоборство
На протяжении 1990—2000-х партия Колорадо не раз переживала острые внутренние конфликты. Наиболее жёстким было столкновение второй половины десятилетия между президентом партии Луисом Мария Арганьей и генералом Лино Овьедо. Генерал Овьедо — видный чин стронистской армии, сподвижник Стресснера и Родригеса, активный участник переворота в 1989 году — претендовал на лидерство в партии и в перспективе на президентство. За угрозу военного путча он был арестован и в 1997 приговорён к тюремному заключению. Его освободил из тюрьмы политический союзник президент Кубас Грау. Это решение опротестовал Верховный суд, в Конгрессе был инициирован импичмент. Положение осложнялось тем, что Арганья был избран на пост вице-президента при Кубасе Грау.
23 марта 1999 Луис Мария Арганья был расстрелян в своём автомобиле вместе с водителем и охранником (из троих выжил только шофёр). Руководство Колорадо обвинило в этом убийстве генерала Овьедо и президента Кубаса Грау — видных членов партии.
Около 10 тысяч человек вышли с протестами на улицы Асунсьона. Президент бросил против них усиленные полицейские наряды, ввёл в столицу армейскую бронетехнику. В столкновениях между сторонниками Арганьи и Овьедо, демонстрантами и полицией несколько человек погибли, около ста были ранены. 28 марта 1999 Кубас Грау подал в отставку, Овьедо бежал в Аргентину. Президентский пост в итоге остался за Колорадо — эту должность занял председатель Сената Луис Анхель Гонсалес Макки. Эти события — внутрипартийный конфликт в Колорадо, приведший к трагическим последствиям — получили название Marzo Paraguayo — Парагвайский марш.
В 2002 сторонники генерала Овьедо откололись от Колорадо, создав правопопулистскую партию Национальный союз этических граждан (UNACE). В 2004 Лино Овьедо вернулся в Парагвай. UNACE выдвинулось в третью партию страны, после Колорадо и радикал-либералов. Овьедо вновь претендовал на президентство. Однако 2 февраля 2013 Овьедо погиб в авиакатастрофе при неясных обстоятельствах.

### Президентство и политика
С 1989 по 2018 в Парагвае сменились девять президентов. Семь из них представляли Колорадо: Андрес Родригес (1989—1993), Хуан Карлос Васмоси (1993—1998), Рауль Кубас Грау (1998—1999), Луис Анхель Гонсалес Макки (1999—2003), Никанор Дуарте (2003—2008), Орасио Картес (2013—2018), Марио Абдо Бенитес-младший (с 2018). Правление Колорадо прервалось лишь президентством левого политика Фернандо Луго (2008—2012) и радикал-либерала Федерико Франко (2012—2013). Партия Колорадо сыграла ключевую роль в отстранении Луго от власти путём импичмента.
Энергичным стилем отличалось президентство консерватора Орасио Картеса — крупного бизнесмена, спортивного функционера и харизматичного политика. Его правительству удалось стабилизировать финансы, были вложены крупные инвестиции в инфраструктурные проекты, построено много нового жилья, увеличена автодорожная сеть. В то же время Картес жёстко подавлял полицейской силой профсоюзные и студенческие протесты. Он оказался также замешан в серии криминальных скандалов, вплоть до самозахвата земли и подозрений в причастности к наркобизнесу. В аппарате Колорадо вызывал недовольство бизнес-технократический уклон Картеса, игнорировавшего партийно-политические традиции.
В 2017 президент Картес сделал попытку изменить Конституцию, дабы получить право избираться на новый срок. Этот план, вызвавший ассоциации с правлением Стресснера, был сорван массовыми протестами, в ходе которых один из демонстрантов погиб. Картес отказался от намерений продлить своё президентство.
На выборах 22 апреля 2018 победу вновь одержал кандидат партии Колорадо — Марио Абдо Бенитес-младший (он же Марито Бенитес). Сын личного секретаря Стресснера, он известен открытыми симпатиями к стронизму и его главе. Это обратило на себя встревоженное внимание левых и либеральных комментаторов — с 1989 года представители Колорадо не позволяли себе такого рода откровенности. Своей основной задачей Марито Бенитес называет борьбу против «неформальных секторов» — теневой экономики и упорядочение экономической системы за счёт сокращения государственных расходов (этот неолиберальный подход во многом противоречит стресснеровской экономической традиции). Президентство Абдо Бенитеса сопровождалось стихийными бедствиями и экономическими неурядицами. В последний год его популярность была крайне низка: 81,4 % избирателей оценивали деятельность главы государства отрицательно и только 12,2 % положительно. Он получил прозвище Desastre ko Marito — Марито-катастрофа.
Однако на выборах 2023 со значительным отрывом победил кандидат Колорадо Сантьяго Пенья Паласиос, воспринимаемый в стране как «секретарь Орасио Картеса». Вице-президентом в паре с Пеньей избран Эркулес Педро Альяна Родригес. Партия располагает большинством в палате депутатов и крупнейшей фракцией в сенате, в обеих палатах председательствуют члены Колорадо.
Президентами партии Колорадо в послестресснеровский период являлись Луис Мария Арганья, промышленник Блас Рикельме, финансовый аудитор Эухенио Санабриа Кантеро, юрист Бадер Личи, депутат парламента Эрминио Касерес, экономист Хосе Альберто Альдерете, бизнесвумен фармацевтического кластера Лилиан Симаньего. В 2015 этот пост занял коммерсант и политик Педро Альяна. Интересно, что в борьбе за президентство в партии он победил Марито Бенитеса, который впоследствии стал президентом страны. Как и его предшественница Симаньего, Альяна Родригес считался сторонником и креатурой Орасио Картеса (той же репутацией обладают Абдо Бенитес и Пенья Паласиос). С 10 января 2023 президентом Колорадо является Орасио Картес — признанный лидер правых сил Парагвая.